# (467159) 2016 EJ89
(467159) 2016 EJ89 es un asteroide perteneciente al cinturón de asteroides, descubierto el 26 de enero de 2006 por el equipo Spacewatch desde el Observatorio Nacional de Kitt Peak (Arizona, Estados Unidos).